# Boeing 747
El Boeing 747 es un avión comercial transcontinental de fuselaje ancho fabricado por Boeing desde 1969 hasta 2022. Es conocido por su gran tamaño, y por su apodo tan característico «Jumbo» (del inglés: «Enorme» o «Colosal»), y fue el mayor avión de pasajeros del mundo durante 36 años (hasta el primer vuelo del Airbus A380 en 2005), siendo uno de los modelos de avión más famosos del planeta. Realizó su primer vuelo comercial en 1969 y fue el primer avión de fuselaje ancho. 
Los cuatro motores turbofán del Boeing 747 son fabricados por Pratt & Whitney. El motor JT-9D fue estrenado con ese avión y ha sido usado posteriormente por otros aviones de fuselaje ancho, como el Douglas DC-10. Su cabina de dos pisos le ha dado mucho reconocimiento en el sector del transporte aéreo. Con una distribución típica de tres categorías de pasajeros, transporta hasta 416 personas, mientras que una disposición de dos clases puede albergar a un máximo de 529 pasajeros. El 747-8, la versión más reciente en servicio, vuela a velocidades subsónicas de Mach 0,85 (unos 913 km/h), y ofrece un alcance de vuelo intercontinental de 8000 millas náuticas (casi 15 000 km).
Se pronosticó que el 747 se quedaría obsoleto cuando se hubieran vendido las primeras 400 unidades, pero el modelo ha superado todas las expectativas y, pasadas esas críticas, la producción alcanzó las 1000 unidades en 1993. En diciembre de 2017 se habían construido 1542 aviones, con otras doce unidades de la variante 747-8F en espera de ser entregadas. La versión más reciente de este modelo, el 747-8, entró en servicio con Cargolux (versión de carga) el 12 de octubre de 2011, y con Lufthansa (versión de pasajeros) el 1 de junio de 2012.
El 747 es uno de los aviones más reconocibles por el público. Ha sido usado por millones de personas para realizar vuelos internacionales. Además, fue el primer avión civil de fuselaje ancho, el más grande, el más pesado y el pionero en la utilización de motores turbofán de alta relación de derivación, menos contaminantes y ruidosos que los turborreactores convencionales.
La compañía anunció la decisión de dejar de producirlo en 2022, cuando fueran entregadas a los clientes las últimas unidades en montaje. El último ejemplar salió de su línea de producción el 7 de diciembre de 2022 y completó su vuelo inaugural el 18 de diciembre. El avión fue entregado a Atlas Air el día 31 de enero de 2023, siendo este el último en ser producido en la fábrica de Boeing en Everett, culminando así 53 años ininterrumpidos de fabricación de la exitosa y más emblemática aeronave de Boeing.

## Desarrollo

### Antecedentes
En 1963, la Fuerza Aérea de los Estados Unidos comenzó a estudiar una serie de proyectos para una gran aeronave «estratégica» de transporte. Como el Lockheed C-141 Starlifter se encontraba en desarrollo, los militares pensaron que hacía falta una aeronave mucho más grande y de mayor capacidad, capaz de llevar una carga superior que la que podían transportar otros aviones existentes. Estos estudios derivaron en el encargo del diseño del "CX-X" (avión de carga experimental, sin número) con una capacidad de carga de 81 600 kg, una velocidad de Mach 0,75 (805 km/h), un alcance sin repostaje de 5000 millas náuticas (9260 km) y una carga útil de 52 200 kg. La unidad de carga debía tener 5,18 m de ancho y 4,11 m de alto, con 30,5 m de largo, con accesos que incluyeran portones en la parte frontal y la trasera del fuselaje.
Algunos de los primeros diseños incluían seis motores. Sin embargo, ninguno superaba al C-141 en suficientes aspectos como para que valiera la pena desarrollarlo. Se elaboró una nueva lista de requisitos para un Sistema de Logística Pesada (Heavy Logistics System o CX-HLS) y se convocó un concurso oficial el 27 de abril de 1964. Esta nueva lista de requisitos contemplaba solo cuatro motores. El diseño también requería del diseño de nuevos motores, un incremento de potencia significativo y menor gasto de combustible. El 18 de mayo de 1964 se recibieron propuestas de aviones de Boeing, Douglas, General Dynamics, Lockheed y Martin Marietta, mientras que las propuestas de motores provinieron de General Electric, Curtiss-Wright y Pratt & Whitney. Tras una selección, a Boeing, Douglas y Lockheed se les adjudicaron contratos para que realizasen estudios sobre el cuerpo del avión y a General Electric y Pratt & Whitney se les adjudicó la motorización.
Las tres propuestas de los fabricantes de aviones compartían un gran número de características, pero una en particular se hizo icónica en el 747. Como el CX-HLS necesitaba ser cargado desde el frente, una puerta debía colocarse donde usualmente se encontraba la cabina. Todas las compañías resolvieron este problema poniendo la cabina sobre el área de carga. Douglas diseñó un pequeño habitáculo justo delante que se encontraba por encima del larguero de las alas, Lockheed diseñó una especie de columna vertebral que recorría toda la longitud del avión y que era atravesada por el larguero de las alas, mientras que Boeing combinó ambas soluciones, creando un espacio alargado que empezaba en el morro del avión y que finalizaba en el lugar del encastre de las alas. En 1965, el diseño de Lockheed y la motorización de General-Electric fueron seleccionados para el nuevo Lockheed C-5 Galaxy. La puerta del morro y la cabina elevada se aplicarían al diseño del 747.

### Propuesta como transporte de pasajeros
El 747 fue concebido en los años 60, cuando los viajes iban en aumento. Esta década se considera la edad dorada de la aviación. Esta nueva era del transporte comercial en reactor fue posible gracias a la enorme popularidad del Boeing 707 y del Douglas DC-8, que revolucionaron el viaje de largas distancias. Tras perder el contrato del CX-HLS, Boeing fue presionada por Juan Trippe, el presidente de Pan Am (Pan American World Airways), una de sus aerolíneas-clientes más importantes, para que construyera un avión de pasajeros que duplicara la capacidad del Boeing 707. Durante este período, la congestión aeroportuaria, empeorada por el ascendente número de pasajeros que debían ser transportados en aviones relativamente pequeños, se convirtió en un problema que Trippe pensaba que podría resolverse con un avión mucho más grande.
En 1965, Joe Sutter fue transferido del equipo de desarrollo del Boeing 737 a los estudios del nuevo avión de pasajeros, cuyo número ya se había asignado: 747. Sutter comenzó un estudio de diseño con Pan Am y otras aerolíneas para comprender mejor los requerimientos de los clientes. Por ese entonces se pensaba que de poder realizarse el transporte de pasajeros supersónico, un avión como el 747 sería fácilmente superado o se convertiría en una pieza obsoleta. Boeing respondió a esto diseñando el 747 de tal forma que se pudiera adaptar fácilmente para servir como avión de carga en el caso de que disminuyera su uso como avión de pasajeros. Como carguero, la necesidad clara era la de poder transportar contenedores que usaran las metodologías del embarque marítimo, que fueron introducidos una década atrás y que se convertían claramente en la nueva solución al transporte de carga. Los contenedores estándar eran de 2,4x2,4 m por delante (un poco más altos si se consideran los puntos de sujeción) y de una longitud que variaba entre 6 y 12 m. Esto implicaba la posibilidad de introducir dos contenedores a lo ancho y a lo alto con dos o tres de ellos hacia el fondo si se tenían en cuenta los requerimientos del proyecto del primer CX-HLS.
En abril de 1966, Pan Am encargó veinticinco 747-100, por un valor de 525 millones de dólares estadounidenses. Durante el banquete de ceremonia de celebración del contrato del 747 en Seattle, en el 50.º Aniversario de Boeing, Juan Trippe predijo que el 747 iba a ser «una gran arma para la paz, con un papel que competirá con el de los misiles intercontinentales en el destino de la humanidad», de acuerdo con Malcolm T. Stamper, uno de los directores en jefe del programa del 747 de la época. Como cliente de lanzamiento, y debido a su influencia antes de sentar la orden formal, Pan Am tenía facultades para influir el diseño y el desarrollo del 747 más allá que cualquier aerolínea de antes o ahora.

### Progresos de diseño

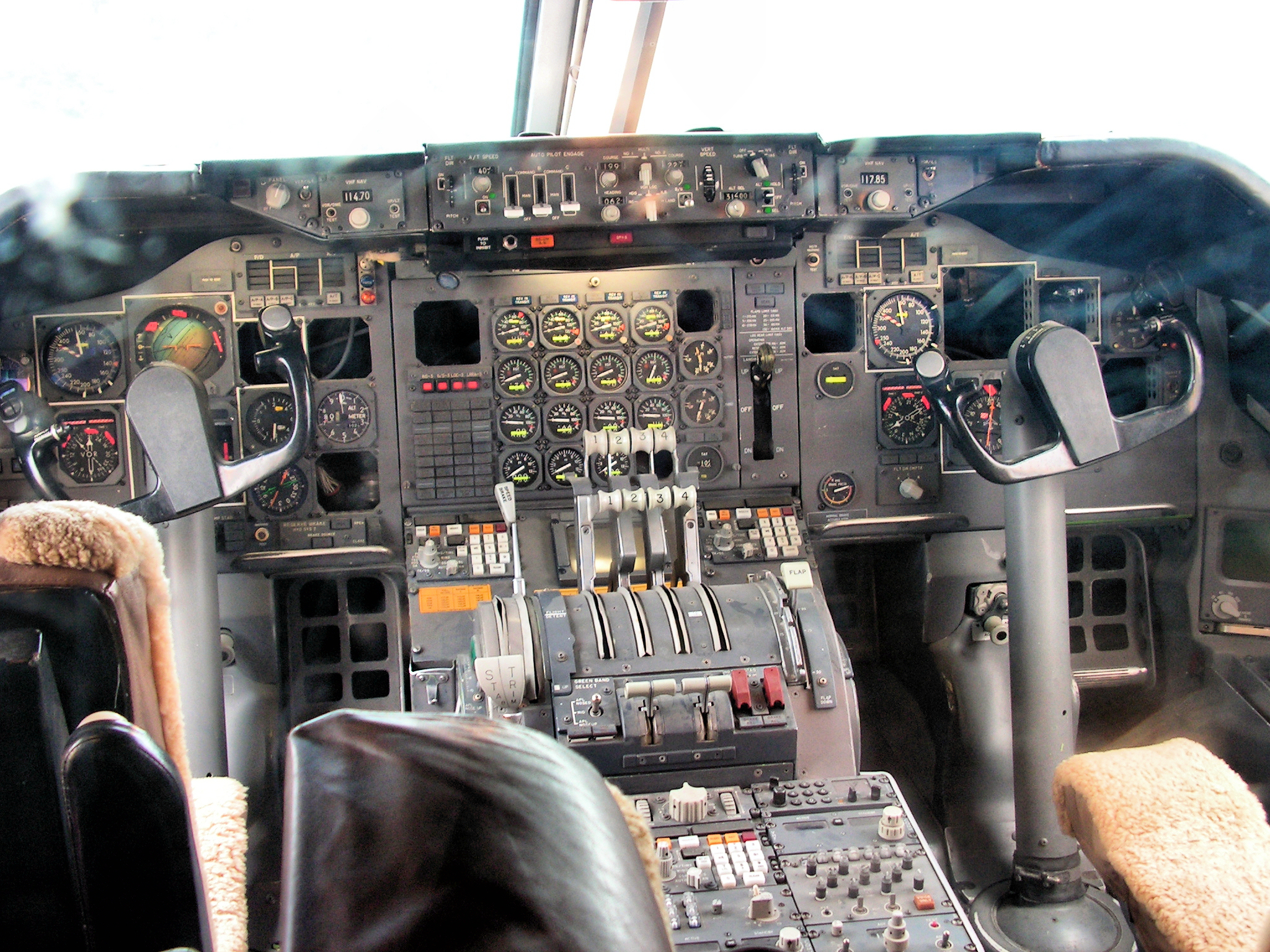
Cabina de uno de los primeros 747 producidos, localizada en el nivel superior del fuselaje.

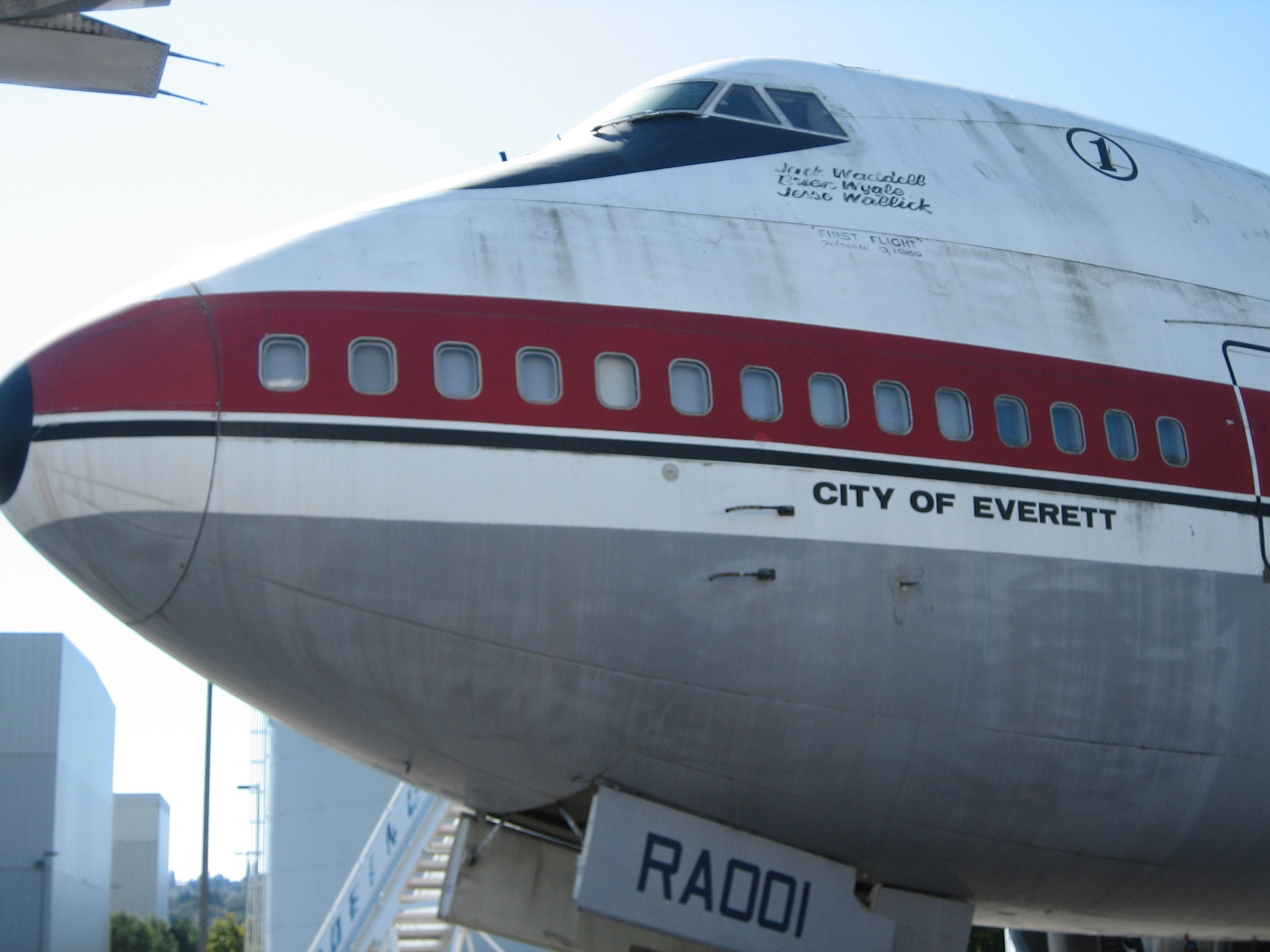
El prototipo del 747 (matrícula N7470) City of Everett, en el Museo del Vuelo en Seattle, Washington.

Al final, el diseño de ala alta del CX-HLS no se usó para el Boeing 747, ya que este diseño sería suplantado por las nuevas tecnologías de la compañía. El diseño original incluía un fuselaje de dos pisos del mismo tamaño, con filas de ocho asientos y dos pasillos en la cabina de abajo, y filas de 7 asientos y dos pasillos en la cabina de arriba. Sin embargo, preocupados por trazar rutas de evacuación efectivas y no limitar las capacidades de carga, abandonaron esta idea a comienzos de 1966 en favor de un fuselaje más ancho. La cabina de mando estaba, por lo tanto, situada en un reducto del pasillo superior, de manera que una compuerta frontal de carga que se instalara pudiera incluir el cono del morro; esta característica de diseño produjo esta "joroba" distintiva del 747. En los primeros modelos no estaba claro qué hacer con el pequeño espacio de detrás de la cabina, ya que al suprimir el pasillo superior, esta "joroba" subsistió como parte del fuselaje aerodinámico sin contener asientos.
Una de las tecnologías principales establecidas para el gran 747 fueron los motores turbofán de alto flujo. La tecnología de los motores se investigó para duplicar la potencia de los primeros turborreactores, consumiendo un tercio menos de combustible. General Electric era pionera en el concepto, pero estaba comisionada para producir las plantas motrices del C-5 Galaxy y entró en el mercado tiempo después. Pratt & Whitney, sin embargo, trabajaba en el mismo concepto y, a finales de 1966, Boeing, Pan Am y Pratt & Whitney acordaron el desarrollo de un nuevo motor, denominado JT-9D, para el 747.
El proyecto fue diseñado con una nueva metodología denominada análisis del árbol de fallos, que permitía calcular los efectos de un fallo en una parte sencilla y determinar su impacto en otros sistemas. Para dirigir enfoques de seguridad y fiabilidad, el diseño del 747 incluyó redundancia estructural, sistemas hidráulicos de respaldo, cuadruplicar el tren de aterrizaje principal y duplicar las superficies de control. Adicionalmente, algunos de los más avanzados dispositivos de alta sustentación fueron añadidos en el nuevo diseño, para que este pudiera operar en los aeropuertos existentes. Estos incluían slats en el borde de ataque de las alas que la recorrían completamente, y un complejo sistema de flaps de tres capas en el borde posterior de las mismas. Este montaje bajo el ala permite a los flaps capturar más flujo de aire bajo ellos, por lo cual incrementa el “efecto suelo” (este sucede cuando el volumen de aire bajo el avión a bajas altitudes le permite «flotar» con mayor facilidad, y casi siempre es proporcional al área de las alas de un avión).
Boeing acordó entregar el primer 747 a Pan Am a finales de 1969. La fecha de entrega dejaba solamente 28 meses, dos terceras partes del tiempo normal. El horario estaba tan apretado que las personas que trabajaban para el proyecto fueron apodadas: "Los Increíbles" (The Incredibles). Desarrollar el avión fue un reto técnico y financiero tan arduo, que en la administración del mismo dijeron que tuvieron que «apostar la compañía entera» cuando lo iniciaron.

### Planta de producción
Debido a que Boeing no tenía una planta lo suficientemente grande para ensamblar este avión, tuvo que construir una más grande y adecuada para el proyecto. La compañía consideró posibles ubicaciones en más de 50 ciudades, y finalmente se inclinó por hacer una nueva planta a unos 48 km al norte de la ciudad de Seattle, en un sitio adjunto a la base militar Paine Field, cerca de Everett (Washington). Compraron un área de 780 acres (316 hectáreas) en junio de 1966.
El presidente de Boeing, William M. Allen llamó a Malcom T. Stamper, que por entonces estaba a la cabeza de la división de turbinas de la compañía, para que inspeccionara la construcción de la fábrica en Everett y luego empezara la construcción del 747. Para nivelar el suelo, se tuvieron que mover más de 3,1 millones de metros cúbicos de tierra. Se disponía de tan poco tiempo que el modelo de comprobaciones a escala real del 747 fue construido antes que el techo de la fábrica que iba sobre él fuera terminado. La planta es el edificio con el mayor volumen interno jamás construido hasta ahora en todo el planeta.

### Desarrollo y etapa de pruebas

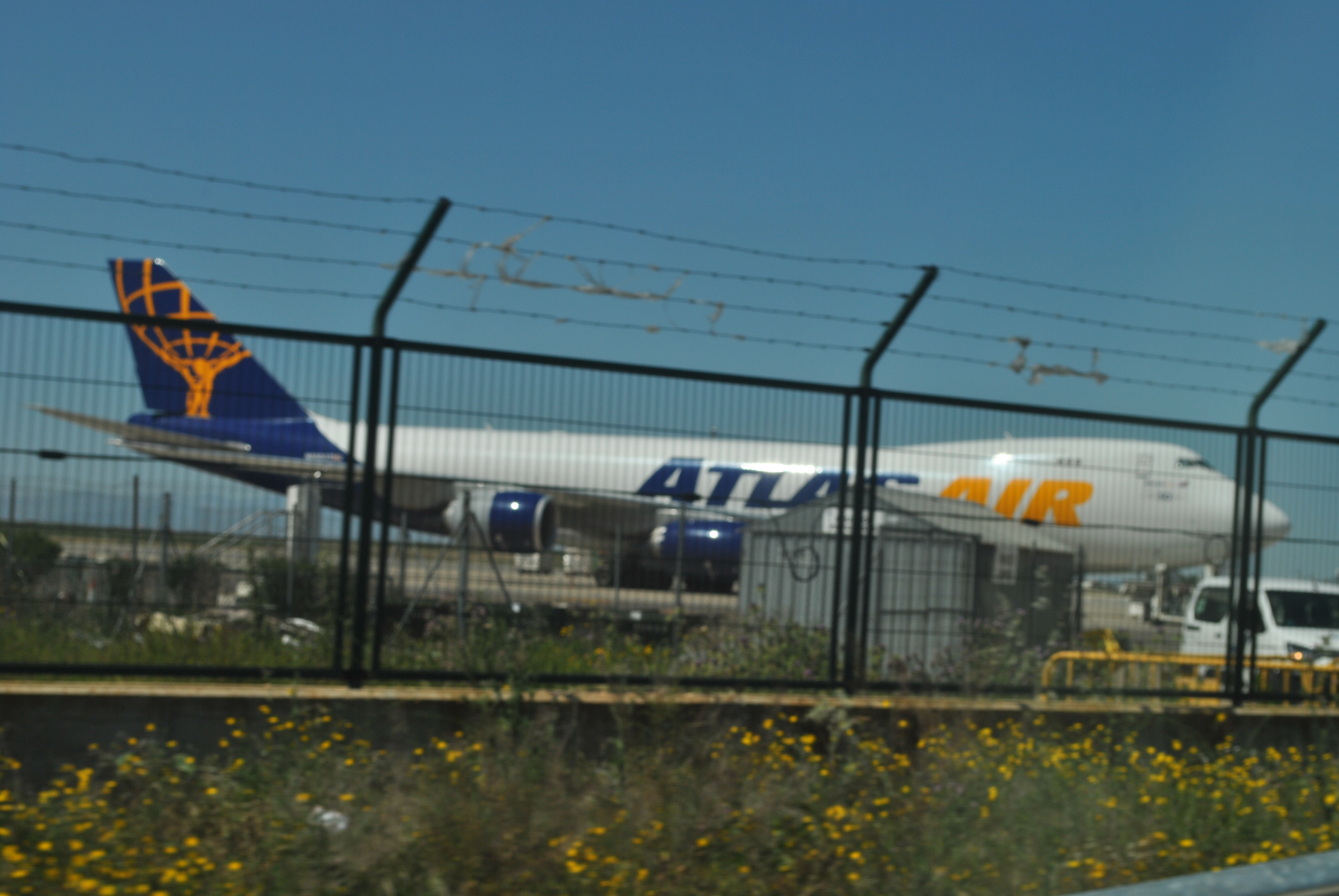
747-400 de la aerolínea Atlas Air estacionado en el aeropuerto de Zaragoza-Aragón-España.

Antes de que el primer 747 fuera ensamblado, comenzaron las pruebas de muchos componentes y sistemas. Una prueba importante tenía que ver con la evacuación de 560 voluntarios dentro del fuselaje del modelo de pruebas usando las escotillas de escape de emergencia del avión. La primera evacuación a escala real tomó dos minutos y medio, excediendo los 90 segundos que determinaba la Administración Federal de Aviación (Federal Aviation Administration, FAA), y muchos voluntarios resultaron heridos. Evacuaciones de prueba posteriores lograron el tiempo estimado de los 90 segundos, pero causaban muchos perjudicados. La parte más complicada era la evacuación de la división superior; los pasajeros voluntarios, en vez de usar el tobogán convencional, escapaban usando arneses enganchados a una cuerda.
Boeing construyó un dispositivo de entrenamiento inusual conocido como Waddell's Wagon (en referencia a un piloto de pruebas del 747, Jack Waddell) o «Mantis Religiosa», que consistía en un modelo de cabina montado en el techo de un camión que albergaba andamios y otras estructuras. Mientras el primer 747 se seguía construyendo, el dispositivo permitía a los pilotos la práctica de maniobras de rodaje desde la altura real a la que iría montada la cabina del avión, que por entonces (y aún hoy en día) era bastante inusual.
El 30 de septiembre de 1968, el primer 747 salió del edificio de ensamblaje en la planta de Everett, precediendo las ruedas de prensa y las auxiliares de tripulación uniformadas que representaban a cada una de las 26 aerolíneas que encargaron el avión.
Durante los meses siguientes se realizaron los preparativos para el primer vuelo, que tuvo lugar el 9 de febrero de 1969, con los pilotos de pruebas Jack Waddel y Brien Wygle en los controles y con Jess Wallick como ingeniero de vuelo. A pesar de algunos pormenores con uno de los flaps, el vuelo comprobó que el 747 se maniobraba estupendamente. El avión resultó ser sumamente inmune al “balanceo del holandés” (Dutch roll), un fenómeno en el que ocurren dos movimientos alternativos simultáneamente (por ejemplo al mover el morro a un lado al mismo tiempo que el avión alabea en dirección opuesta), y al cual eran muy vulnerables los primeros reactores de alas grandes.
Después de varias etapas del programa de vuelos de pruebas, las pruebas de vibración de superficies (flutter testing) mostraron que las alas oscilaban bajo ciertas condiciones. El inconveniente se resolvió parcialmente reduciendo la rigidez de algunos componentes del ala. Sin embargo, una vibración severa de alta velocidad fue resuelta usando contrapesos de uranio empobrecido (DU) como lastre en el exterior de las barquillas de los motores en los primeros 747. Aunque esta medida era relativamente común, causaba preocupaciones cuando uno de estos aviones se pudiera estrellar, como en el caso del vuelo 358 de China Airlines en Wanli en 1991, y el vuelo 1862 de El Al en Ámsterdam en 1992.
El programa de vuelos de pruebas estuvo obstaculizado por problemas con los motores Pratt & Whitney JT-9D del avión. Las dificultades incluían pérdidas en los motores causadas por movimientos rápidos en las palancas de control y distorsión de las cubiertas de las turbinas después de un corto período de servicio. Los problemas retrasaron la entrega de los 747 por varios meses y dejaron varados a cerca de 20 aviones en la planta de Everett mientras esperaban su instalación. El programa sufrió un grave retraso cuando uno de los cinco aviones de pruebas sufrió serios daños durante un intento de aterrizaje en el aeropuerto de Renton Municipal, lugar en donde se encuentra la planta de Boeing de Renton. El avión de pruebas se encontraba durante su prueba de vuelo con equipo renovado y cabina recién instalada, cuando el piloto Ralph C. Cokely se salió de la corta pista y rompió el tren de aterrizaje. Sin embargo estas dificultades no detuvieron a Boeing para llevar uno de sus aviones de pruebas al 28.º Espectáculo Aéreo de París a mediados de 1969, donde fue mostrado por primera vez al público general. El 747 obtuvo su certificado de aeronavegabilidad de la FAA en diciembre de 1969, quedando listo para su entrada en servicio.
El alto coste de desarrollo del 747 y de la planta de Everett llevaron a que Boeing se endeudara con un consorcio bancario. Durante los meses previos a la entrega del primer avión, la compañía tuvo que solicitar repetidamente fondos adicionales para completar el proyecto. De haber sido rechazados estos, la empresa no habría podido completar el proyecto, y por tanto no habría sobrevivido. Finalmente, la inversión tuvo éxito y Boeing se puso al frente de un monopolio de producción de grandes aviones de pasajeros durante muchos años.

### Entrada en servicio

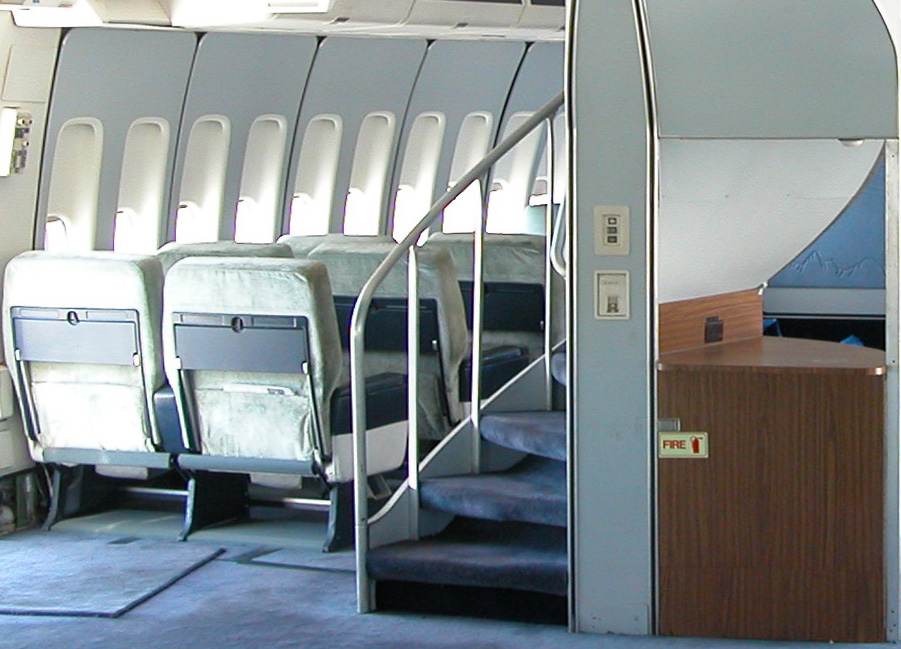
En los 747-100 y 747-200, una escalera de caracol comunicaba la cabina principal con la cabina superior.

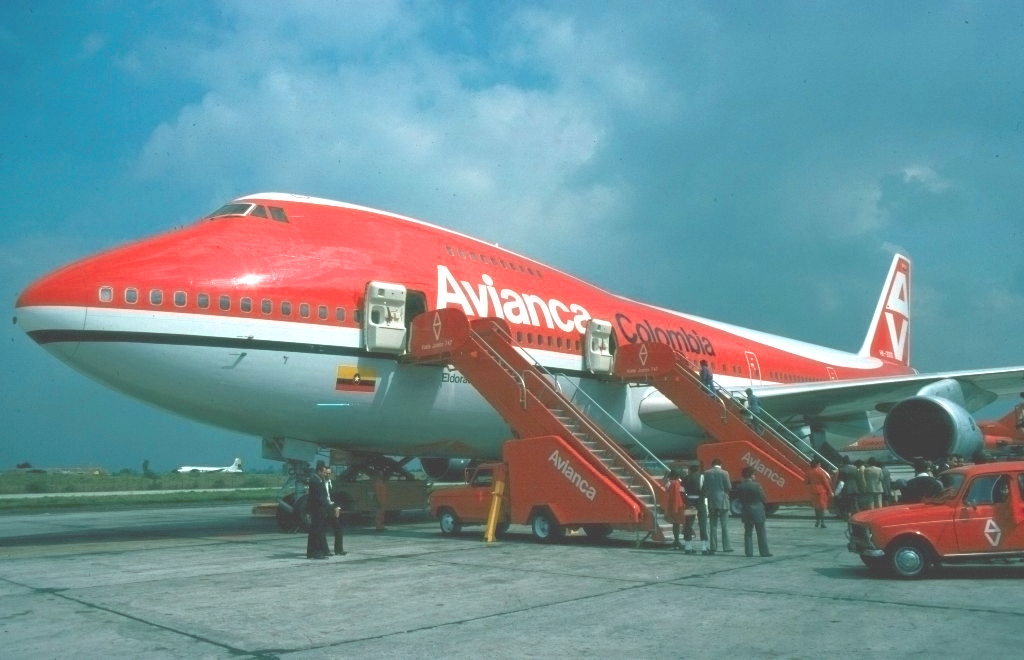
Avianca se convirtió en la primera operadora en América Latina en usar de forma continua un Jumbo jet.

El 15 de enero de 1970, la primera dama de los Estados Unidos, Pat Nixon, bautizó el primer 747 de Pan Am en el Aeropuerto Internacional Dulles (luego renombrado Washington Dulles International Airport) en presencia del presidente de Pan Am, Najeeb Halaby. En vez de champán, el avión fue rociado con agua roja, azul y blanca. El 747 entró en servicio el 22 de enero de 1970, en una ruta de Pan Am desde Nueva York hasta Londres. El vuelo fue planeado para la noche del 21 de enero, pero un recalentamiento de los motores hizo que el avión destinado para esta labor no pudiera usarse. Encontraron un sustituto que hizo el histórico vuelo con más de seis horas de retraso el día siguiente.
El 747 tuvo una entrada en servicio bastante cómoda, en contraposición a las preocupaciones de quienes opinaban que muchos aeropuertos no iban a poder acomodar un avión tan grande. Se presentaron algunos fallos técnicos, pero eran relativamente pequeños y pudieron resolverse fácilmente. Después de la introducción del avión con Pan Am, otras aerolíneas que habían comprado el 747 comenzaron a usarlo con el fin de mantenerse competitivas ante el cliente inaugural. Boeing estimó que la mitad de las primeras ventas de 747 fueron a aerolíneas que requerían el largo alcance del avión, en vez de su mayor carga útil. Como el 747 tenía como potencial el menor coste operativo por asiento solamente si era llenado en su totalidad, los costes por asiento se incrementaban rápidamente si la ocupación bajaba. Esto se debía a que el consumo de combustible de un 747 moderadamente cargado, que tuviera el 70 por ciento de sus asientos ocupados, usaba más del 95 por ciento del combustible requerido por un 747 completamente fletado.
Los problemas económicos en los Estados Unidos y otros países después de la crisis del petróleo de 1973 hicieron que el tráfico de pasajeros disminuyera considerablemente, y muchas aerolíneas encontraron que no tenían pasajeros suficientes para emplear el 747 de forma económica, y los reemplazaron con los más pequeños y recientemente introducidos Douglas DC-10 y Lockheed L-1011 TriStar, que también son aviones de fuselaje ancho (y luego el bimotor Boeing 767 y el Airbus A300). American Airlines trató de atraer más clientes quitando algunos asientos para poner una barra con piano, y finalmente relegaron sus 747 al servicio de carga, hasta que en 1983 cambiaron sus 747 con Pan Am por los DC-10; Delta Air Lines también sustituyó sus 747 después de varios años de servicio.
Los vuelos internacionales que evitaban los aeropuertos tradicionales y aterrizaban en ciudades más pequeñas se volvieron más comunes durante los años ochenta, dando más cuota de mercado al 747 como avión de pasajeros. Sin embargo, muchas aerolíneas de carga siguieron usando el 747 en rutas sobre el Pacífico. En Japón se configuraron rutas nacionales de 747 para desplazar a la máxima cantidad de pasajeros.
El 747 rápidamente alcanzó un estatus de icono, apareciendo en varias películas como Aeropuerto, Air Force One y Decisión Crítica.

### Desarrollos posteriores

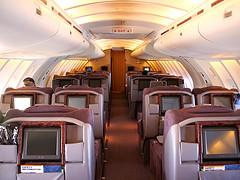
Los modelos de la serie 300 y 400 se caracterizaron por una cabina superior alargada, denominada big top en inglés.

Una comparación de tamaños de cinco aviones enormes: El Scaled Composites Stratolaunch (en lila), el histórico Hughes H-4 Hercules (en beige), el hexarreactor soviético/ucraniano Antonov An-225 (en verde), el Airbus A380 (en rosado) y el Boeing 747-8 (en azul claro).

Tras el modelo inicial 747-100, Boeing desarrolló la variante -100B con mayor peso máximo al despegue y la versión -100SR (Short Range o de Corto Alcance) con mayor capacidad de pasajeros. Incrementar el peso máximo al despegue permitió al avión poder llevar más combustible y tener mayor alcance. El modelo -200 que lo siguió entró en servicio en 1971. Este incorporaba motores más potentes y mayor peso al despegue. Se produjeron versiones de pasajeros, carga y de uso combinado. A mediados de los años setenta apareció el 747SP (Special Performance), una versión de alcance máximo alargado que se caracterizaba por su fuselaje corto.
La línea del 747 tuvo un desarrollo más notable con la aparición del 747-300 en 1980. El -300 surgió de estudios de Boeing para incrementar la capacidad de pasajeros para el 747. Soluciones como depósitos de punta de ala y un segundo piso que se extendiera a lo largo de todo el fuselaje fueron rechazadas. La primera designación para la versión -300 fue 747SUD (stretched upper deck o compartimiento superior alargado) y luego 747-200 SUD, seguida por 747EUD, antes de que la designación 747-300 fuera usada. El modelo -300 se produjo por primera vez en 1983. Incluía un alargamiento de la parte superior del fuselaje (SUD), una velocidad de crucero mayor y más acomodación para los pasajeros. Se produjeron las versiones de pasajeros, Short Range (alcance corto) y varias combinaciones de pasajeros-carga.
En 1985 comenzó el desarrollo del 747-400. La nueva variante tendría una cabina con un novedoso tablero de vidrio (glass cockpit) que permitía que la tripulación de la cabina fuera de dos personas en vez de tres. Los costes de desarrollo se elevaron, y los retrasos en la entrega de la producción se daban en la medida en que las aerolíneas ordenaban las nuevas tecnologías. Una mano de obra de insuficiente experiencia y poco confiable durante este tiempo contribuyó a los primeros problemas en la producción del 747-400, que finalmente entró en servicio en 1989.
Desde la llegada del 747-400 se han propuesto varios tipos de alargamiento para el 747. Boeing anunció los diseños de las versiones alargadas 747-500X y -600X en 1996. Sin embargo, el desarrollo de estas nuevas variantes costaría más de 5000 millones de dólares, y no hubo demasiado interés en lanzar el programa. Boeing ofertó también el más modesto 747X y 747X Stretched, que llegarían el año 2000 para contrarrestar la competencia del Airbus A3XX. Sin embargo, la familia 747X tampoco atrajo mucho interés en ser desarrollada. Boeing pasó del 747X a realizar estudios que permitieran desarrollar el Sonic Cruiser (un transporte de pasajeros supersónico) y luego de ponerlo en espera, lanzó el 787. En el 747-400ER se utilizaron varias ideas del estudio de desarrollo del 747X. Tras el abandono de diversas variantes propuestas, muchos analistas de la industria se volvieron escépticos con los nuevos desarrollos de Boeing. Sin embargo, a comienzos de 2004, Boeing anunció planes sólidos de hacer un 747 Advanced que finalmente se concretaron. Similar a lo planeado con el 747X, el 747 Advanced usaría tecnología del 787 para modernizar el diseño y sus sistemas.
El 747 se mantuvo como el avión de pasajeros más grande hasta la entrada en servicio del Airbus A380, que comenzó a operar en 2007. En 1991, se batió la marca de 1087 pasajeros que fueron transportados en 747, como parte de la Operación Solomón. El 747F (Freighter) fue el avión de carga de servicio regular más pesado antes de la puesta en servicio del Antonov An-124 soviético en 1984. El 747-400ER retomó este título en el año 2000. El avión carguero Antonov An-225 Myria (basado en el An-124 y con dos motores más que este) se mantiene aún como el avión más grande del mundo por varios factores (incluyendo las más altas medidas de peso máximo al despegue y largo total). El Hughes H-4 Hercules continúa siendo el avión de mayor envergadura, pero voló solamente una vez. Solo se han producido dos Antonov An-225 y solo uno de ellos continuó volando hasta 2007, mientras que el 747 y el Airbus A380 se hicieron para una producción masiva.
Algunos aviones 747 se han adaptado a usos especiales. Un 747-100, propiedad de General Electric, es usado como modelo de pruebas para sus motores, como el General Electric GEnx. Un prototipo de aeronave de bomberos fue construida por Evergreen International. Finalmente, el 747 fue reemplazado por el nuevo diseño de la “Y3” (la última etapa del proyecto a largo plazo Yellowstone de renovación tecnológica, que prevé el reemplazo de aviones actuales de la familia Boeing).

### Órdenes y entregas
| Año      | Total | 2018 | 2017 | 2016 | 2015 | 2014 | 2013 | 2012 | 2011 | 2010 | 2009 | 2008 | 2007 | 2006 |
| -------- | ----- | ---- | ---- | ---- | ---- | ---- | ---- | ---- | ---- | ---- | ---- | ---- | ---- | ---- |
| Pedidos  | 1554  | 18   | 6    | 18   | 6    | 2    | 13   | 7    | 3    | 1    | 5    | 2    | 16   | 53   |
| Entregas | 1542  | 6    | 14   | 9    | 18   | 19   | 24   | 31   | 9    | 0    | 8    | 14   | 16   | 14   |

| Año      | 2005 | 2004 | 2003 | 2002 | 2001 | 2000 | 1999 | 1998 | 1997 | 1996 | 1995 | 1994 | 1993 | 1992 | 1991 | 1990 | 1989 | 1988 | 1987 | 1986 |
| -------- | ---- | ---- | ---- | ---- | ---- | ---- | ---- | ---- | ---- | ---- | ---- | ---- | ---- | ---- | ---- | ---- | ---- | ---- | ---- | ---- |
| Pedidos  | 46   | 10   | 4    | 17   | 16   | 26   | 35   | 15   | 36   | 56   | 32   | 16   | 2    | 23   | 31   | 122  | 56   | 49   | 66   | 84   |
| Entregas | 13   | 15   | 19   | 27   | 31   | 25   | 47   | 53   | 39   | 26   | 25   | 40   | 56   | 61   | 64   | 70   | 45   | 24   | 23   | 35   |

| Año      | 1985 | 1984 | 1983 | 1982 | 1981 | 1980 | 1979 | 1978 | 1977 | 1976 | 1975 | 1974 | 1973 | 1972 | 1971 | 1970 | 1969 | 1968 | 1967 | 1966 |
| -------- | ---- | ---- | ---- | ---- | ---- | ---- | ---- | ---- | ---- | ---- | ---- | ---- | ---- | ---- | ---- | ---- | ---- | ---- | ---- | ---- |
| Pedidos  | 42   | 23   | 24   | 14   | 23   | 49   | 72   | 76   | 42   | 14   | 20   | 29   | 29   | 18   | 7    | 20   | 30   | 22   | 43   | 83   |
| Entregas | 24   | 16   | 22   | 26   | 53   | 73   | 67   | 32   | 20   | 27   | 21   | 22   | 30   | 30   | 69   | 92   | 4    | –    | –    | –    |

- Información de Boeing, a 31 de enero de 2019.[13][29][30]

### Resumen del modelo 747
| Serie del modelo | Pedidos | Entregas | Pendientes |
| ---------------- | ------- | -------- | ---------- |
| 747-100          | 167     | 167      |            |
| 747-100B         | 9       | 9        |            |
| 747-100SR        | 29      | 29       |            |
| 747-200B         | 225     | 225      |            |
| 747-200C         | 13      | 13       |            |
| 747-200F         | 73      | 73       |            |
| 747-200M         | 78      | 78       |            |
| 747-300          | 56      | 56       |            |
| 747-300M         | 21      | 21       |            |
| 747-300SR        | 4       | 4        |            |
| 747-400          | 442     | 442      |            |
| 747-400D         | 19      | 19       |            |
| 747-400ER        | 6       | 6        |            |
| 747-400ERF       | 40      | 40       |            |
| 747-400F         | 126     | 126      |            |
| 747-400M         | 61      | 61       |            |
| 747-8            | 47      | 47       |            |
| 747-8F           | 107     | 107      |            |
| 747-E4A          | 3       | 3        |            |
| 747-E4B          | 1       | 1        |            |
| 747SP            | 45      | 45       |            |
| 747 Total        | 1572    | 1572     |            |

| Código ICAO | Serie del modelo                                            |
| ----------- | ----------------------------------------------------------- |
| B741        | 747-100 747-100B                                            |
| B742        | 747-200 747-200B 747-200C 747-200F 747-200M E-4A E-4B VC-25 |
| B743        | 747-300 747-300M                                            |
| B744        | 747-400 747-400ER 747-400ERF 747-400F 747-400M              |
| B74D        | 747-400D                                                    |
| B74S        | 747SP                                                       |
| B74R        | 747-100SR 747-100BSR 747-100BSR SUD                         |
| BLCF        | 747-400LCF Dreamlifter                                      |
| BSCA        | 747 Shuttle Carrier Aircraft                                |
| B748        | 747-8F 747-8I                                               |

## Diseño

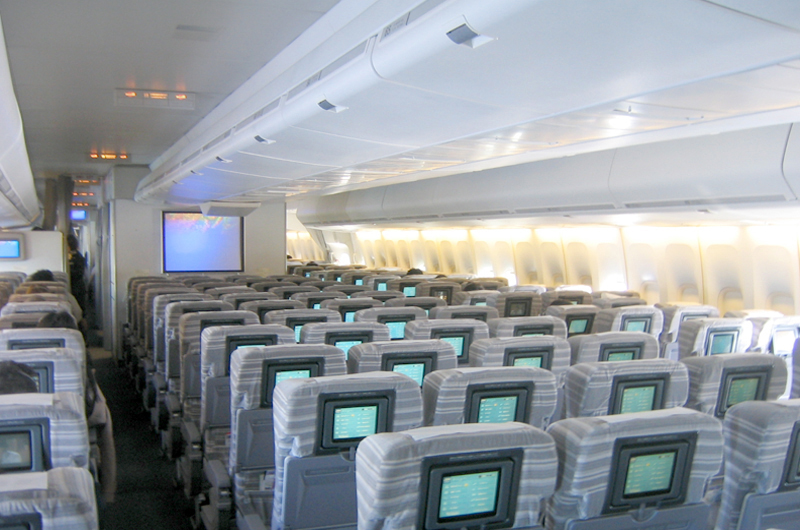
Clase económica en la cabina principal de un Boeing 747-400 de Japan Airlines con una disposición de 3-4-3 asientos por fila. El fuselaje es más estrecho que el de un A380.

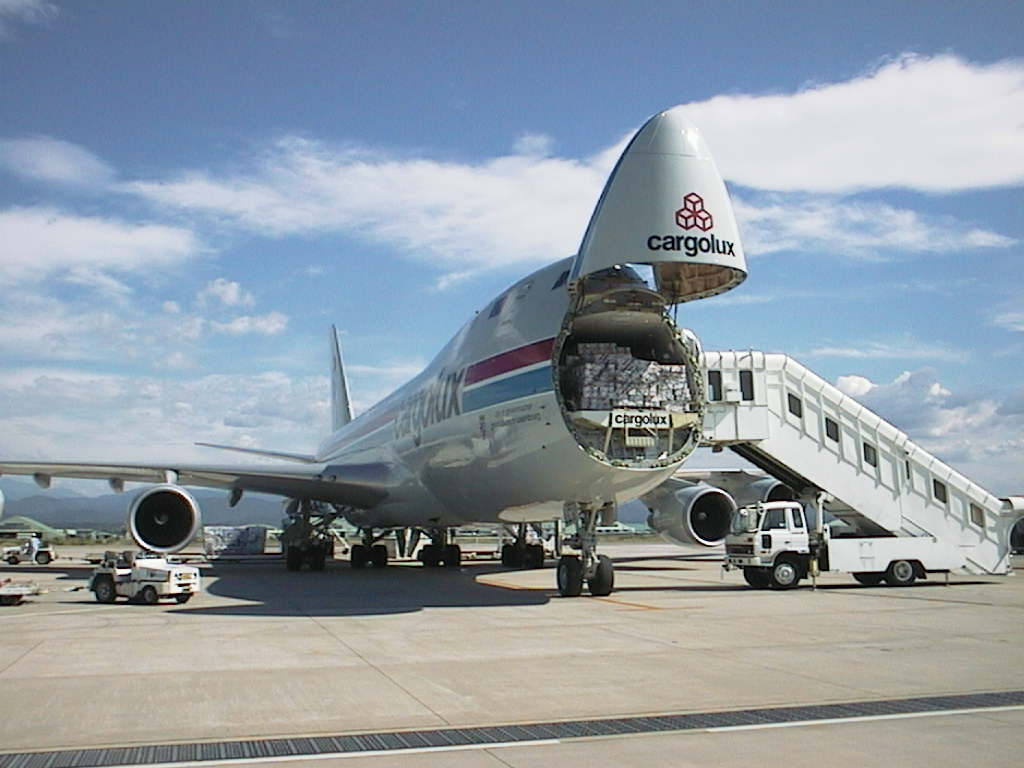
Un 747-400F de Cargolux con la compuerta de morro completamente abierta.

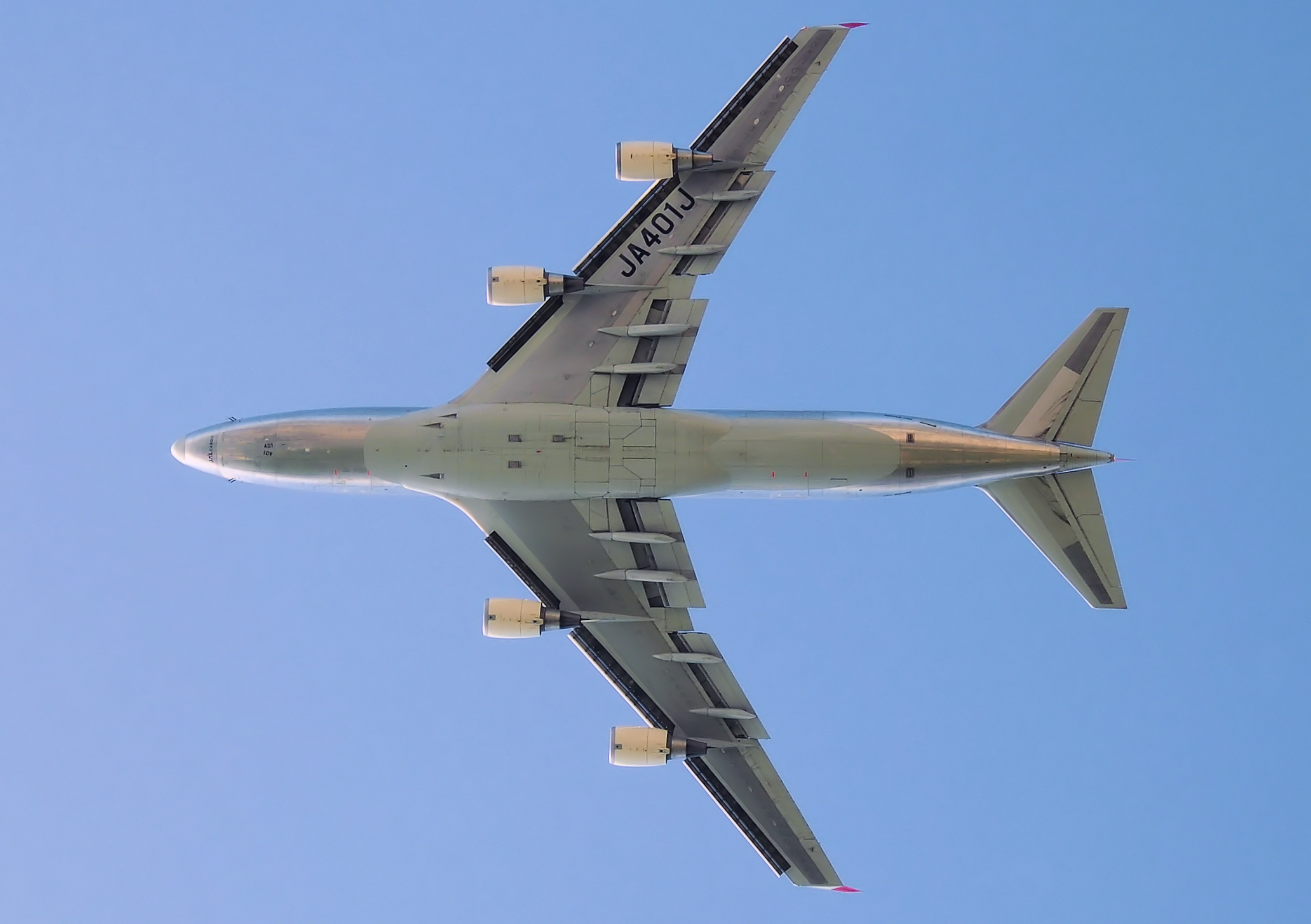
Vista en plano horizontal de un Boeing 747-400 de JAL Cargo.

El Boeing 747 es un gran reactor de pasajeros de fuselaje ancho (tiene dos pasillos), con cuatro motores montados en las alas. Las alas tienen un gran ángulo en flecha de 37,5 grados para un crucero rápido y eficiente, que va de Mach 0,84 a 0,88, dependiendo de la variante (por lo que es el Boeing de pasajeros y carga más rápido). Este ángulo también le permitió al 747 caber en los hangares existentes. La capacidad de pasajeros va desde los 366, acomodados en filas de tres en un costado, cuatro en el centro y tres asientos en el otro costado en clase económica, y una configuración 2-3-2 en primera clase en el compartimiento principal. El compartimiento superior tiene una configuración de 3-3 en clase económica y 2-2 en primera clase.
Colocada sobre el compartimiento principal, la cabina sobresalía y creaba una joroba que hizo distintivo al 747. La cabina se hizo así para permitir la apertura del morro en las variantes de carga. El espacio detrás de la cabina pudo utilizarse como salón o como espacio para más asientos. La versión SUD estuvo disponible opcionalmente en la variante 747-100B y fue estándar a partir del 747-300.
El peso máximo al despegue del 747 iba desde los 333 400 kg para la versión -100, hasta los 440 000 kg para la versión -8. Su alcance se ha incrementado de 5200 millas náuticas (9800 km) en el -100, a 8000 millas náuticas (14 815 km) en el –8I.
Los 747 tienen muchos componentes de redundancia estructural, incluyendo cuatro sistemas hidráulicos y un tren de aterrizaje principal de cuatro brazos con 16 ruedas, que proveen un aterrizaje suave y con seguridad en caso de estallidos en las ruedas. Este tren de ruedas redundante le permite aterrizar con dos brazos de ruedas sin necesidad de usar los otros dos si se encuentran funcionando mal. Adicionalmente, el 747 cuenta con superficies de control divididas y sofisticados flaps de tres capas que minimizan la velocidad de los aterrizajes y le permiten aterrizar en pistas comunes. Para tener motores de repuesto, los primeros 747 podían acomodar un quinto motor apagado bajo el ala del avión entre el primer motor funcional y el fuselaje.

## Variantes

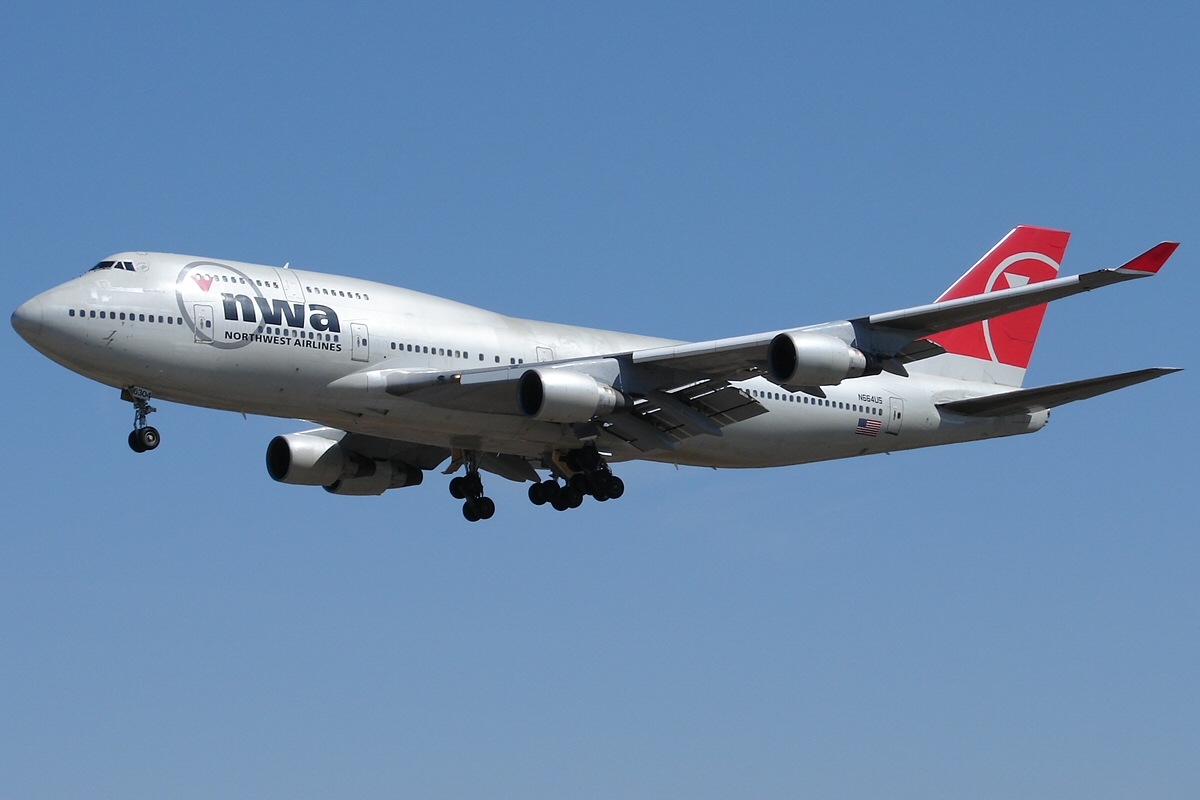
Un Boeing 747-400 aterrizando en Tokio

El 747-100 fue la variante original, lanzada en 1966, seguido del 747-200 en 1968. El 747-300 fue lanzado en 1980 y el 747-400 en 1985. Más recientemente, el 747-8 fue anunciado en 2005. Han sido producidas varias versiones de cada variante, y muchas de las primeras variantes fueron producidas simultáneamente. La Organización de Aviación Civil Internacional (ICAO) clasifica las variantes utilizando un código abreviado formado por la combinación del número de modelo y el designador la variante (por ejemplo "B741" para todos los modelos -100).

### 747-100
La primera versión del Boeing 747, el 747-100, salió de la cadena de montaje de Everett para su primer vuelo el 9 de febrero de 1969, siendo certificado en diciembre del mismo año. El 747-100 entra en servicio en enero de 1970, con su primer cliente, Pan Am. 
Los aviones de la clase -100 pueden recorrer más de 9000 km sin repostar. Los primeros 747-100 se construyeron con seis ventanas de la cubierta superior (tres por el lado) para acomodar áreas del salón de arriba. Más tarde, como las aerolíneas comenzaron a utilizar la cubierta superior para asientos de pasajeros premium en lugar de espacio de salón, Boeing ofreció una cubierta superior de diez ventanas como una opción. El -100 estaba equipado con motores Pratt & Whitney JT9D-3A. Aunque no se desarrolló ninguna versión de carga de este modelo, muchos 747-100 encontraron una función posterior al ser convertidos en cargueros. Se construyó un total de 167 unidades del 747-100.

### 747-100SR
La variante 747-100SR (Short Range, Corto Alcance) es creada para vuelos muy cortos. Con una capacidad de 570 pasajeros en una única clase, fue creado para el mercado de Japón, donde sus vuelos están sobresaturados. 
Respondiendo a las solicitudes de las aerolíneas japonesas de un avión de gran capacidad para servir las rutas nacionales entre las principales ciudades, Boeing desarrolló el 747SR como una versión de corto alcance del 747-100, con menor capacidad de combustible y mayor capacidad de carga útil. El 747SR tenía un vida útil de 52 000 vuelos durante 20 años de operación, comparado con los 24 600 vuelos en 20 años para un 747 normal. El modelo inicial 747SR, el -100SR, tenía una estructura reforzada y un tren de aterrizaje para soportar el estrés adicional acumulado de un mayor número de despegues y aterrizajes. El soporte estructural adicional fue construido en las alas, el fuselaje y el tren de aterrizaje, junto con una reducción del 20 por ciento en capacidad de combustible.

### 747SP
El desarrollo del 747SP provino de una solicitud conjunta entre Pan American World Airways e Iran Air, que buscaban un avión de gran capacidad con suficiente alcance para cubrir las rutas Nueva York-Oriente Medio de Pan Am y la ruta Teherán-Nueva York prevista por Iran Air. La ruta Teherán-Nueva York, cuando se lanzó, era el vuelo comercial más largo sin escalas del mundo. El 747SP es 14,73 m más corto que el 747-100. Secciones de fuselaje fueron eliminadas a proa y popa del ala, y la sección central del fuselaje fue rediseñada. Los flaps del SP usaban una configuración simplificada de una sola ranura. El 747SP, en comparación con las variantes anteriores, tenía un estrechamiento del fuselaje superior en popa, un timón de doble bisagra y estabilizadores verticales y horizontales más largos. La potencia fue proporcionada por los motores Pratt & Whitney JT9D-7 (A/F/J/FW) o Rolls-Royce RB211-524.
El 747SP recibió el certificado el 4 de febrero de 1976 y entró en servicio con los clientes de lanzamiento Pan Am y Iran Air ese mismo año. El avión fue elegido por las líneas aéreas que deseaban servir los aeropuertos importantes con pistas cortas. En 1987, Boeing reabrió la línea de producción del 747SP después de cinco años, para construir un último 747SP para una orden del gobierno de los Emiratos Árabes Unidos. Además del uso comercial, se modificó un 747SP para el experimento SOFIA de la NASA/Centro Aeroespacial Alemán. Iran Air fue el último operador civil del tipo; su último 747SP (EP-IAC) fue retirado en junio de 2016.

### 747-200
Mientras que el 747-100, propulsado por los motores Pratt & Whitney JT9D-3A, ofrecía suficiente carga útil y alcance para las operaciones domésticas en Estados Unidos, era marginal en las rutas internacionales largas. La demanda de aviones de mayor alcance con mayor carga útil rápidamente condujo a la mejora del -200, que ofrecía motores más potentes, MTOW aumentado y mayor alcance que el -100. Algunos de los primeros -200 mantuvieron la configuración de tres ventanas del -100 en la cubierta superior, pero la mayoría se construyeron con una configuración de diez ventanas en cada lado. El modelo 747-200 fue producido en versiones de pasajeros (-200B), cargueros (-200F), convertibles (-200C) y combi (-200M).
El 747-200B fue la versión básica de pasajeros, con mayor capacidad de combustible y motores más potentes; entró en servicio en febrero de 1971. En sus primeros tres años de producción, el -200 fue equipado con motores Pratt & Whitney JT9D-7 (inicialmente el único motor disponible). El alcance con una carga de pasajeros completa comenzó en más de 5000 nmi (9300 km) y aumentó a 6000 nmi (11 000 km) con motores posteriores. La mayoría de los -200B tenía una cubierta superior internamente alargada, permitiendo hasta 16 asientos de pasajeros. El modelo de carga, el 747-200F, se podía equipar con o sin una puerta de carga lateral, y tenía una capacidad de 95,3 toneladas y un MTOW de hasta 378 000 kg. Entró en servicio en 1972 con Lufthansa. La versión convertible, el 747-200C, podía ser convertida entre avión comercial y carguero o usada en configuraciones mixtas, y ofrecía asientos desmontables y una puerta de carga en el morro. El -200C también podría ser equipado con una puerta de carga lateral opcional en la cubierta principal.
El modelo combi, el 747-200M, podía transportar carga en la sección trasera de la cubierta principal a través de una puerta lateral de carga. Una partición móvil en la cubierta principal separaba el área de carga en la parte posterior de los pasajeros en la parte delantera. El -200M podía transportar hasta 238 pasajeros en una configuración de tres clases, con carga transportada en la cubierta principal. El modelo también se conocía como el Combi 747-200. Fueron construidos un total de 12 747-200.
Después de lanzar el -200 con los motores Pratt & Whitney JT9D-7, el 1 de agosto de 1972 Boeing anunció que había llegado a un acuerdo con General Electric para certificar el 747 con motores de la serie CF6-50 para aumentar el potencial mercado de la aeronave. Rolls-Royce empezó el diseño del motor RB211-524B con una orden de lanzamiento de British Airways por cuatro aviones. La opción de los motores RB211-524B fue anunciada el 17 de junio de 1975. El -200 fue el primer 747 en proporcionar una opción de motor de los tres principales fabricantes de motores.
Un total de 393 ejemplares de las versiones 747-200 habían sido construidos cuando la producción terminó en 1991. De éstos, 225 eran -200B, 73 eran -200F, 13 eran -200C, 78 eran -200M, y 4 eran militares. Muchos 747-200 siguen en funcionamiento, aunque la mayoría de los grandes operadores los han retirado de sus flotas y los han vendido a operadores más pequeños. Los grandes transportistas han acelerado la retirada de la flota después de los ataques del 11 de septiembre y la consiguiente disminución de la demanda de viajes aéreos, desguazando algunos y convirtiendo a otros en cargueros.

### 747 Supertanker
Una variante de 747-200 es el Supertanker. Este modelo fue modificado por la empresa estadounidense Evergreen International Aviation como avión contraincendios, capaz de operar con 94 850 litros de retardante.

### 747-300
El 747-300 tiene una cubierta superior 7,11 m más larga que la de -200. La cubierta superior alargada tiene dos puertas de salida de emergencia y es la diferencia más visible entre el modelo -300 y los modelos anteriores. Antes de ser hecho estándar en el 747-300, la cubierta superior alargada fue ofrecida previamente como retrofit, y apareció en dos aviones japoneses 747-100SR. El 747-300 introdujo una nueva escalera recta a la cubierta superior, en vez de la escalera de caracol de las variantes anteriores, que crea espacio para más asientos. Cambios aerodinámicos menores permitieron que la velocidad de crucero del -300 alcanzara Mach 0,85 comparado con Mach 0,84 en los modelos -200 y -100, mientras que conserva el mismo peso del despegue. El -300 podía ser equipado con los mismos Pratt & Whitney y Rolls-Royce que el -200, así como actualizado con motores General Electric CF6-80C2B1.
Swissair realizó el primer encargo del 747-300 el 11 de junio de 1980. La variante revivió la designación 747-300, que había sido utilizada previamente en un estudio de diseño que no alcanzó la producción. El 747-300 voló por primera vez el 5 de octubre de 1982, y la primera entrega fue el 23 de marzo de 1983. Además del modelo de pasajeros, se produjeron otras dos versiones (-300M, -300SR). El 747-300M cuenta con capacidad de carga en la parte trasera de la cubierta principal, similar al -200M, pero con la cubierta superior alargada puede transportar más pasajeros. El 747-300SR, un modelo doméstico de gran capacidad y corto alcance, fue producido para los mercados japoneses con una capacidad máxima de 584 asientos. No se construyó ninguna versión de carga de producción del 747-300, pero Boeing comenzó las modificaciones de modelos de pasajeros -300 en cargueros en el año 2000. 
Se entregaron un total de 81 aviones de la serie 747-300, 56 para uso de pasajeros, 21 -300M y 4 -300SR. En 1985, apenas dos años después de la entrada en servicio del -300, el modelo fue reemplazado por el anuncio del más avanzado 747-400. El último 747-300 fue entregado en septiembre de 1990 a Sabena. Mientras que unos 300 clientes siguieron operando el modelo, varias compañías grandes reemplazaron sus 747-300 con 747-400. Air France, Air India, Pakistan International Airlines y Qantas fueron algunos de los últimos grandes operadores para operar el 747-300. El 29 de diciembre de 2008, Qantas voló su último servicio programado 747-300 de Melbourne a Los Ángeles vía Auckland. En julio de 2015, Pakistan International Airlines retiró su último 747-300, después de 30 años de servicio. 

### 747-400
El 747-400 es un modelo mejorado con un alcance mayor. Tiene extensiones de ala de 1,8 m y winglets de 1,8 m, lo que mejora la eficiencia de combustible del modelo en un 4 % en comparación con las versiones anteriores del 747. El 747-400 introdujo una nueva cabina de cristal diseñada para una tripulación de vuelo de dos en vez de tres, con una reducción en el número de diales, calibres y perillas de 971 a 365 a través del uso de la electrónica. El modelo también cuenta con depósitos de combustible de cola, motores mejorados y un nuevo interior. El mayor alcance ha sido utilizado por algunas compañías aéreas para evitar las paradas tradicionales de combustible, como Anchorage. Las plantas motrices incluyen el Pratt & Whitney PW4062, General Electric CF6-80C2 y Rolls-Royce RB211-524.
El -400 se ofreció en las versiones de pasajeros (-400), carguero (-400F), combi (-400M), nacional (-400D), pasajero de alcance extendido (-400ER), y el carguero de alcance extendido (-400ERF). Las versiones de pasajeros mantienen la misma cubierta superior que la del -300, mientras que la versión de carguero no tiene una cubierta superior alargada. El 747-400D fue construido para realizar operaciones de corto alcance con una capacidad máxima de 624 asientos.
La versión de pasajeros entró en servicio por primera vez en febrero de 1989, con el cliente de lanzamiento Northwest Airlines en la ruta de Mineápolis a Phoenix. La versión combi entró en servicio en septiembre de 1989 con KLM, mientras que la versión carguero entró en servicio en noviembre de 1993 con Cargolux. El 747-400ERF entró en servicio con Air France en octubre de 2002, mientras que el 747-400ER entró en servicio con Qantas, su único cliente, en noviembre de 2002. 
En marzo de 2007, Boeing anunció que no tenía planes de producir otras versiones de pasajeros del -400. La última versión de pasajeros del 747-400 fue entregada en abril de 2005 a China Airlines. Algunos de los últimos 747-400 construidos fueron entregados con la librea de Dreamliner junto con el interior moderno de la firma del Boeing 777. Un total de 694 de los aviones de la serie 747-400 fueron entregados.

### 747LCF
El 747-400LCF o Dreamlifter es una modificación diseñada por Boeing de los 747-400 existentes a una configuración más grande para transportar subconjuntos del 787 Dreamliner. Evergreen Aviation Technologies Corporation de Taiwán fue contratado para completar las modificaciones de 747-400 en Dreamlifter en Taoyuan. El avión voló por primera vez el 9 de septiembre de 2006 en un vuelo de pruebas. La modificación de cuatro aeronaves se completó en febrero de 2010. Los Dreamlifter han sido puestos en servicio transportando subconjuntos para el programa 787 a la planta Boeing en Everett, Washington, para su montaje final. La aeronave está certificada para transportar únicamente tripulantes esenciales y no pasajeros.

### 747-8
Boeing anunció una nueva variante del 747 para competir contra el Airbus A380 el 14 de noviembre de 2005. El 747-8 utiliza la misma tecnología de motor y de la cabina que el 787. La variante está diseñada para ser más silenciosa, más económica y más respetuosa con el medio ambiente. El fuselaje del 747-8 se alarga desde los 70,8 hasta los 76,4 m. La energía es suministrada por los motores General Electric GEnx-2B67.
El carguero 747-8, o 747-8F, se deriva del 747-400ERF. La variante tiene un 16 por ciento más de capacidad de carga útil que su predecesora, lo que le permite transportar otros siete contenedores de carga aérea estándar, con una capacidad máxima de carga útil de 140 toneladas. Al igual que en versiones anteriores, el 747-8F cuenta con una puerta en el morro y una puerta lateral en la cubierta principal, además de una puerta lateral en la cubierta inferior ("vientre") para ayudar a la carga y descarga. El 747-8F hizo su vuelo inaugural el 8 de febrero de 2010. La variante recibió conjuntamente el certificado de tipo modificado de la FAA y la Agencia Europea de Seguridad Aérea (AESA) el 19 de agosto de 2011. El -8F fue entregado primero a Cargolux el 12 de octubre de 2011.
La versión para pasajeros, denominada 747-8 Intercontinental o 747-8I, está diseñada para transportar hasta 467 pasajeros en una configuración de 3 clases y volar más de 8000 nmi (15 000 km) a Mach 0,855. Como un derivado del ya común 747-400, el 747-8 tiene el beneficio económico de una formación similar y partes intercambiables. El primer vuelo de pruebas del modelo ocurrió el 20 de marzo de 2011. El 747-8 ha superado al Airbus A340-600 como el avión de pasajeros más largo del mundo. El primer -8I fue entregado en mayo de 2012 a Lufthansa. El 747-8 recibió 138 pedidos totales, incluyendo 88 para el -8F y 50 para el -8I a partir de octubre de 2016.

## Accidentes e incidentes

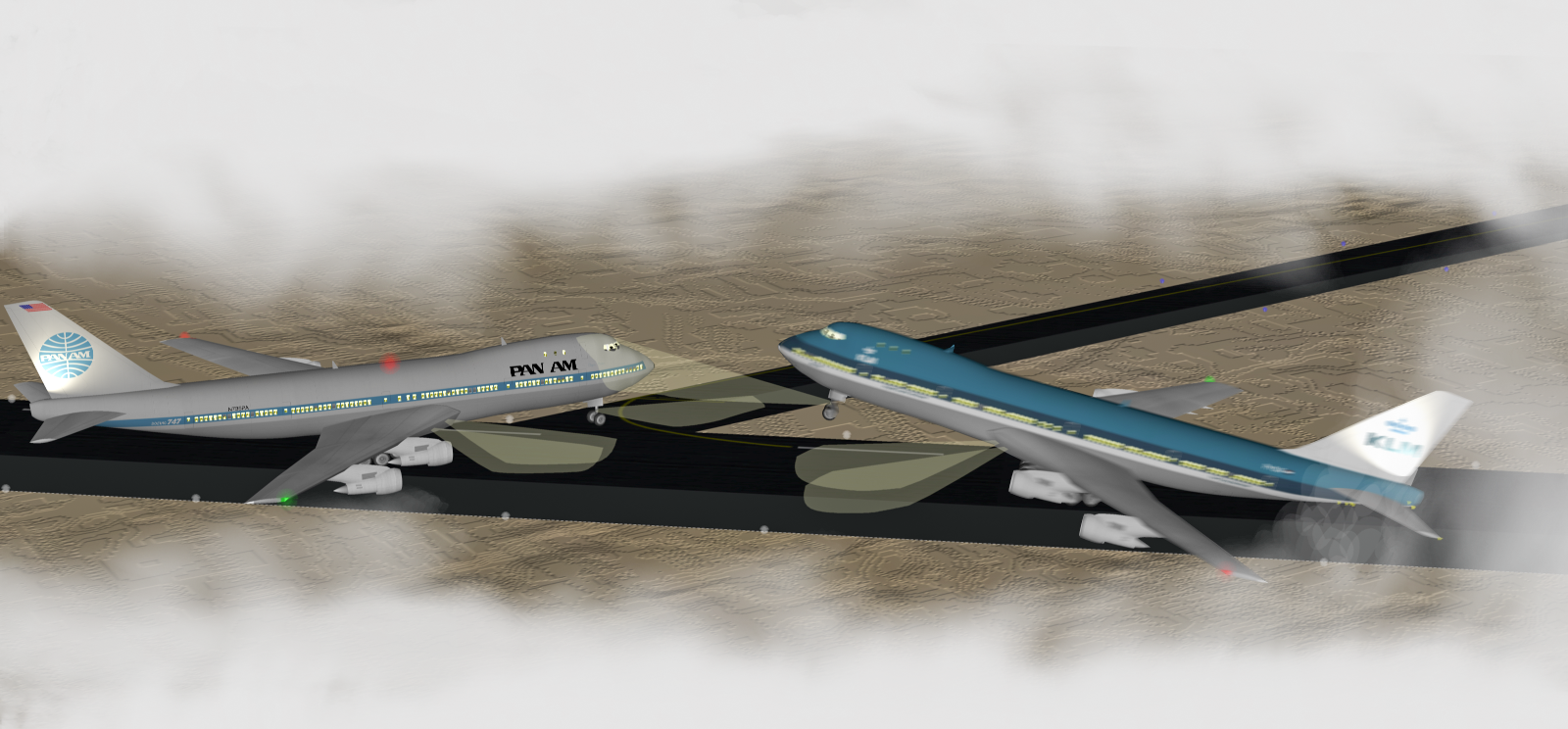
Representación del accidente de Los Rodeos en 1977 en el que dos Boeing 747 colisionaron y resultaron destruidos, muriendo 583 personas. Actualmente sigue siendo el accidente aéreo más grave y el más mortífero de la historia.

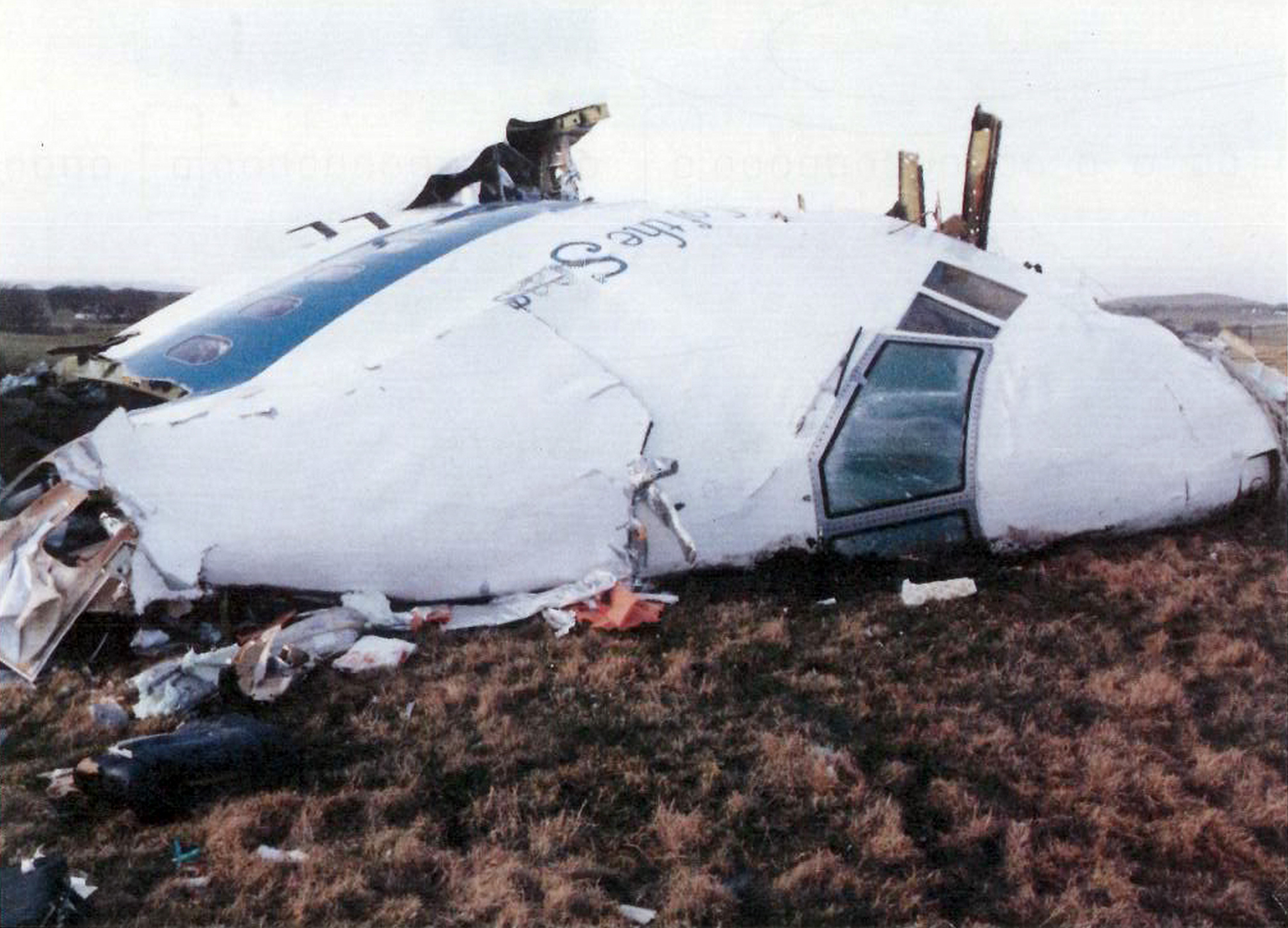
Cabina del vuelo 103 de Pan Am, derribado por una bomba sobre Lockerbie en 1988, matando a 270 personas.

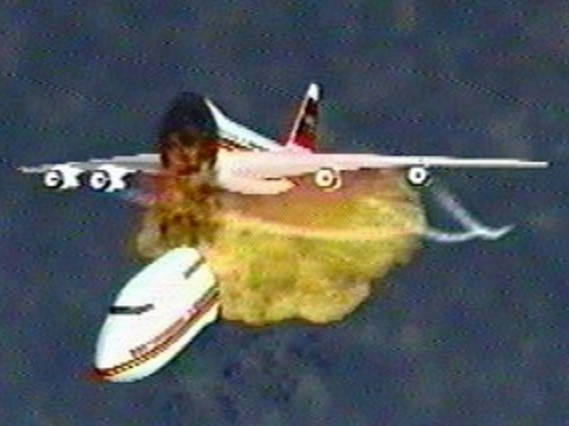
Captura de una animación de la CIA del vuelo 800 de TWA, que estalló accidentalmente en pleno vuelo en 1996. 230 muertos.

Hasta el año 2015, el Boeing 747 ha estado involucrado en 122 incidentes, incluyendo la pérdida de 48 aviones, lo que resulta en una cifra combinada de 2850 fallecidos. Ha habido 35 secuestros de aviones 747, los cuales causaron un total de 882 muertes.
Unos pocos accidentes han sido atribuidos a errores de diseño del propio 747. 
- El desastre de Tenerife se debió a un error del piloto y a un fallo en las comunicaciones, mientras que los accidentes de los vuelo 123 de Japan Airlines y vuelo 611 de China Airlines se debieron a reparaciones inapropiadas. Por su parte, el Vuelo 811 de United Airlines, que sufrió una descompresión explosiva a bordo el 24 de febrero de 1989 llevó a la NTSB (National Transportation Safety Board) a emitir la recomendación de que las puertas de carga de los 747-200 similares a las del avión del incidente fueran rediseñadas.
- El vuelo 1862 de El Al fue una catástrofe aérea que tuvo lugar el 4 de octubre de 1992 en Ámsterdam, Países Bajos. El avión de carga, procedente de Nueva York, EE. UU. realizó una escala en el aeropuerto internacional de Schiphol para cargar combustible en sus depósitos y realizar diversas operaciones en tierra. Tras esta parada técnica, se programó su vuelo para continuar su viaje hasta Tel Aviv, pero unos minutos después de despegar, perdió los dos motores del ala derecha, experimentó una pérdida de control y se estrelló en un vecindario de Ámsterdam llamado Bijlmermeer. Tras la investigación se descubrió un defecto de diseño que afectaba a todos los 747.
- En 1983, el vuelo 007 de Korean Air fue derribado por los aviones de combate soviéticos, después de haber ingresado en el territorio de la URSS. Una de las consecuencias de ese derribo fue que el entonces presidente estadounidense Ronald Reagan decidió permitir en la aviación civil los hasta entonces estrictamente militares GPS (Global Positioning System, Sistema de Posicionamiento Global) para evitar errores de navegación similares.
- Después de que el 747-100 del vuelo 800 de TWA explotara en el aire el 17 de julio de 1996, la FAA (Administración Federal de Aviación de los Estados Unidos) propuso la instalación de un nuevo sistema de inertizado en el depósito central de combustible de los grandes aviones, para reducir la concentración del oxígeno del aire y reducir la posibilidad de una explosión de los vapores de combustible cuando el depósito se encuentra casi vacío. En julio de 2008, después de varios años de investigaciones, se creó una reglamentación al respecto. Se espera que el nuevo sistema, que solo pesa unos 90 kg, cueste entre 100 000 y 450 000 dólares por aeronave.[37]
- El penúltimo incidente grave que se ha presentado fue en el año 2013, exactamente el día 29 del mes de abril: un B747-400F (carguero) operado por National Airlines; después del despegue el avión entró en pérdida y se estrelló. Murieron sus 7 tripulantes. Se cree que el accidente fue provocado por el movimiento de una carga mal ajustada que modificó el centro de gravedad del avión y además dañó los controles de vuelo de la parte trasera.
- El 16 de enero de 2017 se produjo el último accidente aéreo mortal en la ciudad de Biskek, capital de Kirguistán, protagonizado por un 747 de la compañía Turkish Airlines Cargo.

## Especificaciones

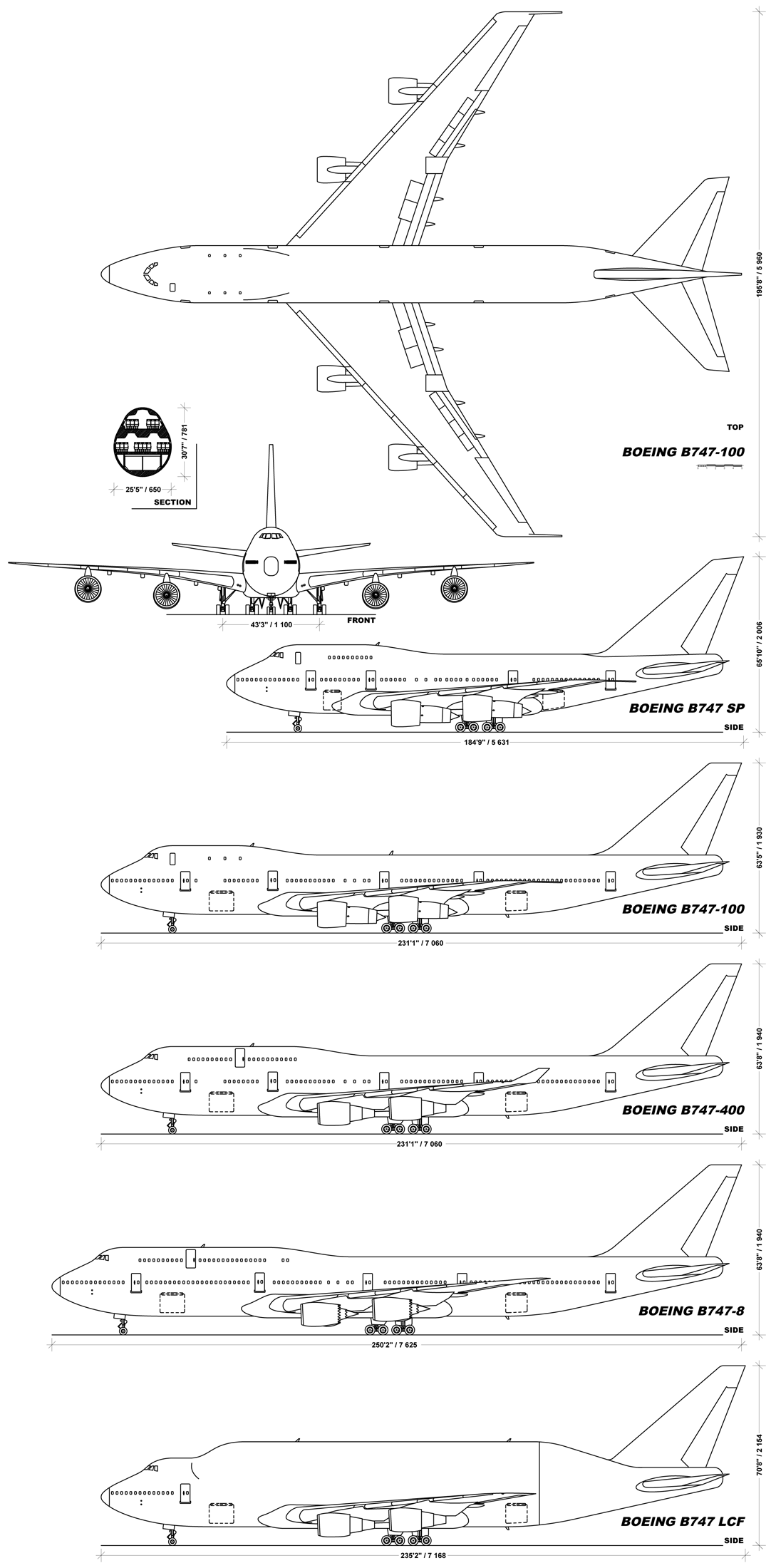
Geometría descriptiva de la familia de aeronaves Boeing 747.

| Medidas                                                         | 747-100                                         | 747-200B                                   | 747-300                                    | 747-400 747-400ER                                                    | 747-8I                           |
| --------------------------------------------------------------- | ----------------------------------------------- | ------------------------------------------ | ------------------------------------------ | -------------------------------------------------------------------- | -------------------------------- |
| Tripulación en la cabina (del piloto)                           | Tres                                            | Tres                                       | Tres                                       | Dos                                                                  | Dos                              |
| Capacidad de pasajeros típica                                   | 550 (máximo) 452 (2 clases) 366 (3 clases)      | 550 (máximo) 452 (2 clases) 366 (3 clases) | 660 (máximo) 524 (2 clases) 416 (3 clases) | 660 (máximo) 524 (2 clases) 416 (3 clases)                           | 467 (3 clases)                   |
| Longitud                                                        | 70,66 m                                         | 70,66 m                                    | 70,66 m                                    | 70,66 m                                                              | 76,4 m                           |
| Envergadura                                                     | 59,64 m                                         | 59,64 m                                    | 59,64 m                                    | 64,4 m                                                               | 68,5 m                           |
| Altura                                                          | 19,3 m                                          | 19,3 m                                     | 19,3 m                                     | 19,4 m                                                               | 19,4 m                           |
| Peso vacío                                                      | 162 400 kg                                      | 174 000 kg                                 | 178 100 kg                                 | 178 750 kg ER: 184 600 kg                                            | 186 000 kg                       |
| Peso máximo de despegue                                         | 333 400 kg                                      | 378 000 kg                                 | 378 000 kg                                 | 397 000 kg ER: 413 000 kg                                            | 440 000 kg                       |
| Velocidad crucero (a una altitud de 35 000 pies, unos 10 500 m) | Mach 0,84 893 km/h, 481 nudos)                  | Mach 0,84 893 km/h, 481 nudos)             | Mach 0,84 893 km/h, 481 nudos)             | Mach 0,85 (913 km/h, 493 nudos) ER: Mach 0,855 (916 km/h, 495 nudos) | Mach 0,855 (916 km/h, 495 nudos) |
| Velocidad máxima                                                | 0,89 Mach (945 km/h, 510 nudos)                 | 0,89 Mach (945 km/h, 510 nudos)            | 0,89 Mach (945 km/h, 510 nudos)            | Mach 0,92 (978 km/h, 528 nudos)                                      |                                  |
| Carrera de despegue con peso máximo*                            | 3190 m                                          | 3190 m                                     | 3320 m                                     | 3018 mER: 3090 m                                                     | 3090 m                           |
| Autonomía con peso máximo al despegue                           | 5300 nmi (9800 km)                              | 6850 nmi (12 700 km)                       | 6700 nmi (12 400 km)                       | 7260 nmi (13 450 km) ER: 7670 nmi (14 205 km)                        | 8000 nmi (14 815 km)             |
| Máxima capacidad de combustible                                 | 183 380 litros                                  | 199 160 litros                             | 199 160 litros                             | 216 840 litros ER: 241 140 litros                                    | 243 120 litros                   |
| Motorización (x 4)                                              | Pratt & Whitney JT9D-7A Rolls-Royce RB211-524B2 | PW JT9D-7R4G2 GE CF6-50E2 RR RB211-524D4   | PW JT9D-7R4G2 GE CF6-80C2B1 RR RB211-524D4 | P&W PW 4062 GE CF6-80C2B5F RR RB211-524G/H ER: GE CF6-80C2B5F        | GE GEnx-2B67                     |
| Empuje unitario                                                 | PW 207 kN RR 223 kN                             | PW 244 kN GE 234 kN RR 236 kN              | PW 244 kN GE 247 kN) RR 236 kN             | PW 282 kN GE 276 kN RR 265/270 kN ER: GE 276 kN                      | 296 kN                           |

Fuentes: 
- Especificaciones oficiales de Boeing para la familia B-747, The Boeing Company.
- 747 airplane characteristics for airport planning ("Características del avión 747 para el planeamiento aeroportuario"), Boeing.

## Aeronaves relacionadas

### Desarrollos relacionados
- Boeing E-4
- Boeing 747SP
- Shuttle Carrier Aircraft
- Boeing VC-25
- Boeing 747-400
- Boeing 747-8
- Boeing YAL-1
- Boeing 747 LCF

### Aeronaves similares
- Boeing 777
- C-5 Galaxy
- Airbus A380
- Airbus A340-600
- / Antonov An-124

### Secuencias de designación
- Secuencia Numérica (interna de Boeing): ← 733 - 737 - 739 - 747 - 757 - 767 - 777 →
- Secuencia C-_ (Aviones de Carga estadounidenses, 1962-presente): ← C-15 - C-17 - C-18 - C-19 - C-20A-D/F-H - C-21 - C-22 →